# Gmail
Gmail este o aplicație web de e-mail și POP3 oferită gratuit de Google și susținută prin intermediul anunțurilor publicitare. Serviciul a fost lansat la 1 aprilie 2004 ca versiune beta privată (cu acces doar pe bază de invitație) și a fost deschis publicului la 7 februarie 2007. Atracția utilizatorilor către acest serviciu se bazează în gratuitatea lui, de asemenea Gmail oferind un spațiu de stocare în continuă creștere.
Inițial, Gmail oferea o capacitate de stocare de 1 Go per utilizator, în comparație cu celelalte servicii similare ce dispuneau la acea vreme între 2 și 4 Mo spațiu de stocare. La începutul anului 2013 serviciul oferea peste 10 Go în mod gratuit pentru fiecare utilizator, capacitatea putând crește (partajată între Picasa Web Albums, Google Drive și Gmail) de la 25 Go (2,49 dolari/lună) la 16 To (799,99 dolari/lună).
Gmail are o interfață orientată spre căutarea de conținut și o vizualizare a conversațiilor asemănătoare forumurilor de pe Internet. Dezvoltatorii de software afirmă că Gmail a fost pionierul tehnicii de programare Ajax.
Gmail rulează pe Google Servlet Engine și Google GFE/1.3 aflate pe o distribuție Linux.

## Legături externe
- Ultimele știri din presa românească despre „Gmail” la Newskeeper